# دجنگ بالا
دجنگ بالا روستایی سرسبز از توابع دهستان تفتان جنوبی بخش مرکزی شهرستان تفتان در استان سیستان و بلوچستان ایران است.
روستای دجنگ دارای پنج قنات (ملک آباد ،پیر قنات ،سنجدی، شهر پیری وملنگ،خیر آباد ودجنگ پایین(جهلی دجنگ)) و دارای باغ های زردآلو، انار، پسته، انگور و... می باشد.
ساکنین این روستا از طایفه ولانی (ریگی ماریشان)، رحمت زهی (شهنوازی) و جمشیدزهی (ریگی دجنگی) و خانوارهای طوایفی مانند گمشادزهی ،عمر زهی ،هاشمزهی و ...هستند.

## جمعیت
جمعیت این روستا براساس سرشماری مرکز آمار ایران در سال ۱۳۹۵، جمعیت آن ۳۰۳ نفر (۹۱ خانوار) بوده‌است.